# East Peru
East Peru is een plaats (city) in de Amerikaanse staat Iowa, en valt bestuurlijk gezien onder Madison County.

## Demografie
Bij de volkstelling in 2000 werd het aantal inwoners vastgesteld op 153. In 2006 is het aantal inwoners door het United States Census Bureau geschat op 156, een stijging van 3 (2,0%).

## Geografie
Volgens het United States Census Bureau beslaat de plaats een oppervlakte van 2,4 km², geheel bestaande uit land. East Peru ligt op ongeveer 342 m boven zeeniveau.

## Plaatsen in de nabije omgeving
De onderstaande figuur toont nabijgelegen plaatsen in een straal van 16 km rond East Peru.